# Уббена
Уббена (нід. Ubbena) — селище в нідерландській провінції Дренте. Входить до муніципалітету Ассен.
Його площа становить 7,02 км², а населення станом на 2021 рік складало 170 осіб.
Перша згадка про населений пункт датується 1660 роком.